# Откраднато лято
„Откраднато лято“ (на английски: Stolen Summer) е американски филм от 2002 г., режисиран от Пийт Джоунс. Във филма участват Бони Хънт, Кевин Полак и Брайън Денехи.